# Saute qui peut !
Pour plus de détails, voir Fiche technique et Distribution.
Saute qui peut !, ou Le saut de la mort (High Diving Hare), est un cartoon réalisé par Friz Freleng dans la série Looney Tunes en 1949 mettant en scène Bugs Bunny et Sam le pirate.

## Synopsis
Bugs est un publicitaire pour un cirque dans une ville du Far West. Sam, en voyant une de ses idoles (Fonceur Freep) décide d'y aller (il paie également un lot de tickets tellement il est fan de Fonceur Freep). Hélas Bugs reçoit un télégramme de la part du plongeur disant que ce dernier ne pourra pas exécuter son plongeon de la mort. Sam oblige alors Bugs à exécuter le numéro. Bugs permute les positions et Sam plonge à sa place : Bugs demande (ironiquement) à Sam de fermer les yeux pendant qu'il enfile son maillot de bain mais pendant que Sam ferme ses yeux, Bugs, ayant fini d'enfiler son maillot de bain, balance la planche de l'autre côté. Bugs fait semblant de plonger, mais Sam, voulant descendre, en fait, plonge dans le baquet d'eau. Le lapin le roule une seconde fois en le faisant sauter en rebondissant sur la planche. Sam y retourne après s'être trompé de sens, Bugs l'arnaque à deux reprises avec les gags de la ligne et de la porte. Après l'avoir fait tomber à quatre reprises (dont une fois déguisé en Amérindien), Sam tombe une dernière fois avec la fameuse scène de physique cartoon.